# August von Krafft (General, 1782)
Georg Heinrich August Freiherr von Krafft (* 21. August 1782 in Kraftshagen; † 27. Juli 1855 in Berlin) war ein preußischer Generalleutnant.

## Leben

### Herkunft
Sein Großvater war der preußische Generalmajor August Christian Lebrecht von Krafft. Er war ein Sohn von August Lebrecht von Krafft (* 26. Februar 1760; † 27. Mai 1834) und dessen Ehefrau Katharina Charlotte Sophie, geborene von Kanitz (* 19. April 1742; † 10. Oktober 1832) verwitwete von Printz. Sein Vater war Sekondeleutnant a. D., zuletzt im Infanterieregiment „von Kauffberg“, Herr auf Krafftshagen, Landschaftsrat sowie Rechtsritter des Johanniterordens. Der Bruder Karl Lebrecht Friedrich (1784–1857) stieg ebenfalls bis zum Generalleutnant auf.

### Militärkarriere
Krafft trat 1795 als Fahnenjunker in das Dragonerregiment „von Werther“ der Preußischen Armee ein und avancierte bis Juli 1798 zum Sekondeleutnant. Im Vierten Koalitionskrieg kämpfte er in der Schlacht bei Preußisch Eylau und wurde am 27. April 1807 im Freikorps „Marwitz“ angestellt.
Nach dem Frieden von Tilsit kam Krafft Mitte November 1807 zum 1. Westpreußischen Dragoner-Regiment und von dort am 24. Januar 1808 als Premierleutnant in das Leib-Husaren-Regiment. Am 14. September 1808 wurde er bis auf weiteres ohne Gehalt beurlaubt und am 1. April 1809 dem Brandenburgischen Husaren-Regiment aggregiert. Ab dem 5. März 1811 war Krafft der Garde-Ulanen-Eskadron aggregiert und kam am 29. März 1811 als Stabsrittmeister zur Normal-Ulanen-Eskadron. Am 2. November 1812 erhielt er den Johanniterorden, wurde am 8. April 1813 zum Rittmeister befördert und avancierte am 14. Juli 1813 zum Major. Während der Befreiungskriege erwarb er in der Schlacht bei Bautzen das Eiserne Kreuz II. Klasse. Krafft kämpfte bei Leipzig, Dresden, Brienne, Arcis-sur-Aube, Paris sowie bei Borna und Haynau.
Ausgezeichnet mit dem Ritterkreuz des Leopold-Ordens wurde Krafft am 21. Februar 1815 zum Kommandeur des Garde-Ulanen-Landwehr-Regiment ernannt und in dieser Stellung am 3. Oktober 1815 zum Oberstleutnant befördert. Am 19. September 1821 folgte seine Ernennung zum Kommandeur des Garde-Kürassier-Regiments. Dort wurde er am 30. März 1822 mit Patent vom 2. April 1822 zum Oberst befördert. Im Jahr 1825 erhielt er das Dienstkreuz. Am 24. September 1830 beauftragte man Krafft mit der Führung der 2. Garde-Kavallerie-Brigade in Berlin. Daran schloss sich am 30. März 1832 seine Versetzung nach Stargard an, wo er zum Kommandeur der 4. Kavallerie-Brigade ernannt und dem Garde-Kürassier-Regiment aggregiert wurde. In dieser Eigenschaft avancierte Krafft am 30. März 1833 zum Generalmajor. Zur Wiederherstellung seiner angegriffenen Gesundheit erhielt er Ende Mai 1833 bei vollem Gehalt einen dreimonatigen Urlaub nach Bad Ems und Schwalbach. Am 19. September 1840 verlieh ihm König Friedrich Wilhelm IV. den Stern zum Roten Adlerorden II. Klasse mit Eichenlaub. Am 13. Januar 1841 erhielt Krafft seinen Abschied mit einer jährlichen Pension von 2250 Talern. Nach seiner Verabschiedung wurde ihm am 25. Januar 1841 noch der Charakter als Generalleutnant verliehen.
Am 13. Oktober 1844 wurde ihm die Erlaubnis zur Beibehaltung des bisher geführten Freiherrentitel für seine Person erteilt. Er starb am 27. Juli 1855 in Berlin und wurde am 3. August 1855 in Kraftshagen beigesetzt.

### Familie
Krafft heiratete am 15. Oktober 1827 in Dresden Eugenie von Issakow (* 21. Februar 1803; † 12. Februar 1859), die Tochter des Michael von Issakoff aus Dresden. Das Paar hatte mehrere Kinder:
- Alexander August Heinrich Karl Franz (* 6. September 1828; † 4. September 1865), Sekondeleutnant a. D. Er nahm am 14. August 1852 seinen Abschied aus dem 1. Leibhusaren-Regiment, heiratete eine Muslimin, konvertierte zum Islam und starb unter dem Namen Iskender Bey.
- Nikolaus Raimundus Eugen (* 21. Oktober 1831; † 4. Dezember 1832)